# 張建立
张建立（884年—930年），辽朝平州卢龙人。
父亲张守贞，官至唐朝沧州马步军都指挥使。母亲郑氏。他归顺辽国后，受朝廷器使。官至榆州刺史兼西南路番汉都提辖使。兼御史大夫、上柱国、银青崇禄大夫、检校尚书右仆射。天显五年因病在公府去世，时年四十七岁。

## 子
张建立有子：张彦琋、张彦英、张彦珀、张彦滜、张彦胜
- 张彦英（917年—969年），曾任榆州、惠州刺史、知榷场事兼兵马都监。官至西南路都提辖使充糺使、银青崇禄大夫、检校司徒。保宁元年闰五月去世，时年五十三岁。
- 张彦胜（927年—965年），曾任榆州刺史兼充南路糺使、银青崇禄大夫，检校司空兼御史大夫、上柱国。应历十五年十二月去世，时年三十九岁。